# 滨海萨纳里
滨海萨纳里（法語：Sanary-sur-Mer，法語發音：[sanaʁi syʁ mɛʁ]）是法国普罗旺斯-阿尔卑斯-蓝色海岸大区瓦尔省的一个市镇，属于土伦区。

## 地理
滨海萨纳里（43°7'9"N, 5°48'8"E）面积19.23 平方千米，位于法国普罗旺斯-阿尔卑斯-蓝色海岸大区瓦尔省，该省份为法国东南部沿海省份，北起上普罗旺斯阿尔卑斯省，西北角与沃克吕兹省接壤，西接罗讷河口省，南濒地中海，东临滨海阿尔卑斯省。
与滨海萨纳里接壤的市镇（或旧市镇、城区）包括：邦多勒、勒博塞、勒卡斯特莱、埃沃诺斯、奥利乌勒、锡富尔莱普拉日。

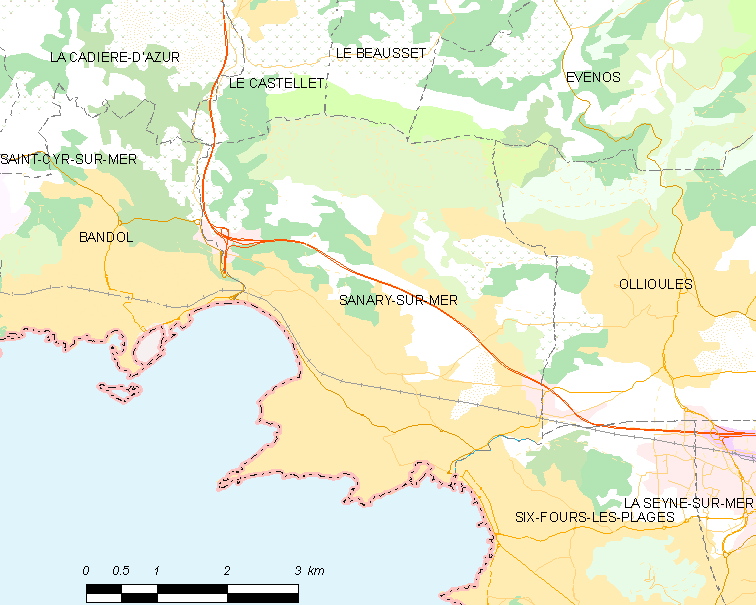
滨海萨纳里的OSM定位图

滨海萨纳里的时区为UTC+01:00、UTC+02:00（夏令时）。

## 行政
滨海萨纳里的邮政编码为83110，INSEE市镇编码为83123。

## 政治
滨海萨纳里所属的省级选区为奥利乌勒县。

## 人口

1962-2008年间滨海萨纳里人口变化图示

滨海萨纳里于2022年1月1日时的人口数量为17938人。